# Altimo
Altimo (Alfa Telecom International Mobile) — холдинговая компания, входившая в состав «Альфа-Групп» и управлявшая телекоммуникационным бизнесом «Альфы». Altimo зарегистрирована на Британских Виргинских островах. Штаб-квартира располагалась в Москве.
В декабре 2013 года Консорциум «Альфа-Групп» передал свою долю владения в компании Altimo Holdings & Investments Ltd. компании LetterOne Holdings S.A.

## История
В начале 2004 года все телекоммуникационные активы, которыми владел консорциум «Альфа-Групп», («ВымпелКом», «Голден Телеком, Инк.», «Киевстар Дж. Эс. Эм.» и «МегаФон») были объединены в рамках новой холдинговой компании — Alfa Telecom (в 2005 году переименована в Altimo), целью которой было осуществление инвестиций в телекоммуникационную отрасль.
В 2005 году Alfa Telecom переименована в Altimo. Презентация Altimo состоялась 1 декабря 2005 года в Лондоне. До этого, начиная с 2004 года, Altimo носила имя «Альфа Телеком».
В 2007 году холдинг Altimo приобрёл у иранского бизнесмена Мохаммада Мохаммеди за $11 млн 49 % местного сотового оператора, обязавшись при этом инвестировать $300 млн в его развитие. Остальные 51 % акций сотового оператора, в соответствии с требованиями иранского законодательства, принадлежат местным инвесторам. По данным американского телеканала Fox News, холдинг пытался сохранить в тайне эту сделку. Секретность вызвана тем, что американские власти ввели режим санкций в отношении недружественного им правительства Ирана. Более того, по данным Fox News, сделка осуществляется на кредит иранского Bank Saderat, подозреваемого в финансировании арабской террористической группировки «Хезболла». Из-за этого на любую организацию, имеющую контакты с Bank Saderat, может быть наложено эмбарго со стороны США.
В апреле 2010 года стало известно о том, что принадлежащий «Altimo» пакет акций «МегаФона» оказался в залоге у Внешэкономбанка. Они стали обеспечением по кредиту на $1,5 млрд вместо заложенных прежде 44 % акций «Вымпелкома». Смена залога понадобилась для формирования капитала Vimpelcom Ltd.

## Собственники и руководство
Altimo контролируется холдингом «Альфа-Групп», 7,021 % холдинга принадлежат российскому предпринимателю, президенту Альфа-банка Петру Авену. Среди совладельцев Altimo называется также Глеб Фетисов (14,35 %).
Главный управляющий директор — Алексей Резникович.
В июне 2013 года акционеры Консорциума «Альфа-Групп» создали новую инвестиционную структуру, LetterOne Holdings S.A.,с холдинговой компанией в Люксембурге. В декабре 2013 года Консорциум «Альфа-Групп» передал свою долю владения в компании Altimo Holdings & Investments Ltd. компании LetterOne Holdings S.A.

## Деятельность
Altimo является крупным инвестором в отрасль мобильной связи в России и других странах. Штаб-квартиры компании расположены в Москве и Лондоне, открыты представительские офисы в Ханое, Джакарте, Стамбуле и Киеве. Компания контролирует 24,998 % VimpelCom Ltd. (торговые марки «Билайн», «Киевстар», Wind, Orascom Telecom) и 13,22 % крупнейшего сотового оператора Турции Turkcell. Совокупная стоимость этих активов, по оценке газеты «Ведомости», на конец июня 2010 года составляла около $12-13 млрд.